# 特倫特·布哈賈爾
特倫特·布哈賈爾（Trent Buhagiar，1998年2月27日—）是澳大利亞的一位職業足球運動員，在場上的位置是側鋒。現效力於意大利足球乙级联赛球隊布雷西亞。布哈賈爾曾就讀於國際足球學校。他也代表澳大利亞U20國家足球隊參賽。

## 外部連結
- Soccerway資料庫：特倫特·布哈賈爾